# Mein Leben als Hund
Mein Leben als Hund ist ein preisgekrönter schwedischer Film von Lasse Hallström aus dem Jahr 1985. Er basiert auf einem Roman von Reidar Jönsson.

## Inhalt
In der südschwedischen Kleinstadt Åfors wachsen in den späten 1950er Jahren der 12-jährige Ingemar und sein etwas älterer Bruder Erik bei ihrer alleinerziehenden Mutter auf. Der Vater ist auf unbestimmte Zeit beruflich im Ausland; die Mutter, früher Fotografin, leidet unter einer fortschreitenden Krankheit, offenbar Tuberkulose. Ihre Kräfte schwinden, ihr Nervenkostüm ist stark angegriffen. Auf die täglichen Ärgernisse, die ihr die pubertierenden Jungen – oft ungewollt – bereiten, reagiert sie zunehmend hysterisch, was den sensiblen, mit ihr auf innige Weise verbundenen Ingemar seinerseits mitnimmt und bei ihm selbst schon zu ersten Anzeichen einer neurologischen Erkrankung geführt hat. Die Verwandtschaft schreitet ein und verschafft der Mutter für die Dauer der Sommerferien eine Ruhepause; Erik wird bei der Großmutter untergebracht, Ingemar bei Onkel Gunnar und dessen Frau in einem Dorf in Småland.
Am schmerzlichsten vermisst Ingemar dort seine geliebte Hündin Sickan, die in ein Hundepensionat gegeben wurde. Die Stelle seiner besten Freundin wird hingegen schnell neu besetzt: Saga, ein jungenhaftes Mädchen, die boxt und Fußball spielt, mag ihn auf Anhieb, fordert ihn heraus und macht ihn wehrhafter, kämpferischer. Onkel Gunnar, Fußballtorwart und Trainer der Kindermannschaft, ist zu Späßen aufgelegt und ihm mehr Freund denn Ersatzvater. Tagsüber darf Ingemar, wie ein paar andere Kinder auch, mit in die Glasbläserhütte, den Hauptarbeitgeber der Gegend, wo er ein wenig mithilft und nebenbei mit jungenhaftem Charme die üppige Blondine Berit „erobert“. Als der Dorfkünstler sie einlädt, bei ihm als Modell zu posieren, nimmt sie Ingemar als „Anstandswauwau“ mit.
Die Rückkehr zur Mutter missglückt. Nach einer weiteren Verschlimmerung ihrer Krankheit muss sie stationär behandelt werden. Die Jungen kommen zu ihrem zweiten Onkel in die Stadt, doch dessen Frau bringt für Ingemars gelegentlich auftretende Tics kein Verständnis auf. Nachdem die Mutter stirbt, landet Ingemar wieder im jetzt winterlichen Småland. Gunnar und seine Frau sind unverändert herzlich zu ihm, müssen ihn aber, da in ihrem Haus eine große griechische Familie einquartiert wurde, zumindest nachts anderswo unterbringen. Saga freut sich am meisten über Ingemars Rückkehr; zudem gehen sie jetzt in die gleiche Klasse. Nach einem Streit jedoch schürt er ihre Eifersucht und lässt sich von einer Mitschülerin zu einer Fete einladen, wo beide Mädchen aufeinander losgehen und Ingemar eingreift, indem er sich bellend an Sagas Bein klammert. Wirklich in Rage bringt ihn allerdings erst Sagas (sich als wahr erweisende) Behauptung, seine Hündin sei längst tot. Er schließt sich in Gunnars Gartenhäuschen ein und reagiert auf dessen Annäherung weiter wie ein Hund, der sein Revier bellend verteidigt. In Decken eingehüllt, verbringt er die Nacht weinend, lässt sich aber am Morgen von Gunnar trösten.
Das Finale kulminiert in einem realen historischen Ereignis, dem Weltmeisterschaftskampf im Schwergewichtsboxen zwischen Ingemar Johansson und Floyd Patterson am 26. Juni 1959, der von allen gebannt am Radio verfolgt und nach dem K.-o.-Sieg des Schweden überschwänglich gefeiert wird. Die Einzigen im Ort, die davon offenbar nichts mitbekommen haben, sind ausgerechnet die, die sich zuvor, mit den Namen ebendieser Idole geschmückt, selbst im Ring gegenübergestanden hatten: Ingemar und Saga; anscheinend mit ihrer Versöhnung beschäftigt, zeigt das Schlussbild sie friedlich schlummernd auf einer Couch.

## Form
Erzählt werden zahlreiche kleinere Episoden, die der Chronologie eines Jahres (Sommer 1958 bis Sommer 1959) folgen – mit Ausnahme einer Szene, die an den Anfang rückt, um Spannung und einen Bezug zum Titel herzustellen: Sie zeigt Ingemar in jener Nacht, in der er in die Rolle eines Hundes schlüpft. Gelegentlich durchbrochen wird die Filmhandlung durch Einsprengsel aus der Gedankenwelt des Protagonisten: zum einen Erinnerungen, in denen seine Mutter auftaucht, als sie noch nicht oder weniger krank war, zum anderen Nachrichten von Unglücksfällen aus aller Welt, die sich ihm eingeprägt haben. In beiden Bereichen gibt es sinnstiftende Wiederholungen. Bei den Erinnerungen ist es die Szene, mit der der Film, noch vor dem Vorspann, beginnt: Ingemar ist mit seiner Mutter am Strand, und mit einer kleinen Verrücktheit gelingt es ihm, sie zum Lachen zu bringen – ein Lachen, das zeigt, dass Empfänglichkeit für Humor zu ihren natürlichen Anlagen gehörte. Ingemar hat diese Mitgift auch, ebenso wie Gunnar, und man kann sehen, dass er in der Lage ist, Ingemars markantestem Tic (seiner Muskelverspannung, wenn er unter Stress zum Trinken ansetzt) auf diesem Wege geschickt entgegenzusteuern – Humor als Therapie. Ingemar nimmt sie dankbar an, macht sich aber unglücklicherweise selbst Vorwürfe, dass seine Humortherapie gegenüber seiner Mutter nicht mehr funktioniert; ihre Krankheit in ihrer Tragweite und Symptomatik erfassen kann er natürlich noch nicht.
Ingemars Selbsttherapie besteht im distanzierenden Vergleichen. Dazu dienen ihm jene Unglücksfälle, die man in einer Zeitung vielleicht unter der Rubrik „Aus aller Welt“ nachlesen könnte, zum Beispiel der von einem Kinobesucher, der zuhause Tarzan nachahmt, indem er in Ermangelung einer Liane eine Starkstromleitung nimmt, oder der von einem Stuntman, der mit seinem Motorrad 31 Autos überspringen will, genau eins zu viel. Dabei hat man nicht den Eindruck, dass Ingemar sich am Unglück anderer weidet; vielmehr scheint es so, dass sich dadurch das eigene für ihn verkleinert. Er setzt diesen Nachrichten zumeist auch die einleitende Floskel voran: „Man muss vergleichen...“ Oder auch: „Es ist wichtig, Distanz zu schaffen...“ Mit Letzterer am engsten verknüpft ist jene Nachricht, auf die Ingemar mehrmals eingeht und die nicht ganz in die Rubrik „Unglücksfälle“ zu passen scheint, weil die gewöhnliche Sicht sie eher unter „Erfolge der Menschheit“ einordnet: die Hündin Laika als das erste irdische Lebewesen im All.

## Thematik
Ingemar nimmt wahr, was der anthropozentrische Blick gar nicht sehen will: Dass Laika, anders als bald darauf die ersten Menschen, das keineswegs freiwillig getan hat, dass eine Rückkehr für sie von vornherein nicht geplant war, dass sie in ihrer Kapsel elend verhungerte. Die Kehrseite der vermeintlichen Erfolgsmeldung aufgedeckt zu haben, verdankt sich also Ingemars Empathie. Neben der schmerzlichen Wirkung hat diese aber auch eine befreiende für ihn, denn die Einfühlung in Laikas Schicksal hilft ihm, den Tod seiner eigenen Hündin Sickan zumindest zu relativieren. Nicht zuletzt wird durch den Bezug auf Laika auch der Titel mit Bedeutung aufgeladen. Mitunter scheint Ingemar regelrecht mit Laikas Augen auf die Welt zu schauen, blickt man doch als Zuschauer gerade in den Momenten, in denen er von jenen Unglücksfällen erzählt, stets auf das gleiche unbewegte Bild: einen gestirnten Nachthimmel.
Hallströms thematisches Plädoyer – jedwedes Leben in seiner Eigenart wertzuschätzen – zeigt sich auch darin, wie er die Nebenfiguren am Hauptschauplatz des Films, jenem Dorf in Småland, zeichnet: fast ausnahmslos als „Originale“. Manche treten typisiert auf, so die Dorfschönheit mit der Statur einer Anita Ekberg, die alle Männer begehren, der Künstler, mit dessen Genialität es wohl nicht gar so weit her ist, oder der lüsterne Alte, der sich noch auf dem Sterbebett von Ingemar frivole Texte vorlesen lässt. Zwei weitere Sonderlinge sind der Trapezartist Karl-Evert, der von Zeit zu Zeit seine Künste präsentiert und dabei auf Zuruf allerlei unnützes Wissen herunterspulen kann, sowie „Fransson auf dem Dach“, der sommers wie winters auf seinem Hausdach hämmert und offenbar nur einmal im Jahr heruntersteigt, um ein Eisbad zu nehmen, was, wenn es denn bemerkt wird, zu einem kleinen Volksfest gerät. Ingemars noch recht junger Onkel Gunnar raucht Pfeife und fällt durch weitere Spleens auf, so zum Beispiel immer das gleiche Lied zu hören („Far, jag kan inte få upp min kokosnöt“ von Povel Ramel).
Das Dorf ist durchaus kein Ort der Unschuld und Harmonie. Es gibt sehr wohl Ärger und Streit, Missgunst und Spott. Doch alles, was Konfliktpotenzial birgt, wird letztlich zum Guten gewendet. Das ist auch der Punkt, der am ehesten kritisch vermerkt wird, vor allem von U.S.-amerikanischen Rezensenten. Andererseits konnte Mein Leben als Hund gerade dortzulande die Gunst von Juroren bedeutender Filmpreise – darunter Golden Globe und Oscar – für sich gewinnen.

## Kritiken
„Ein einfühlsamer, facettenreicher Film über die Verzweiflung und Verwirrung eines Jungen, der eindrucksvoll dafür plädiert, Kinder mit ihren Sorgen und Freuden ernst zu nehmen.“

„Anton Glanzelius, der Star von Lasse Hallströms neuem Film, „Mein Leben als Hund“, erscheint wie ein Jack Nicholson in Miniaturausgabe. Er sieht aus wie eins jener Engelchen mit Grübchen im Gesicht, wie sie bei Fragonard umherschweben, aber er hat teuflische Augenbrauen und, auch wenn er erst 11 ist, weiß sie zu nutzen.“

„Manchmal (besonders in seinen lustigeren Momenten) erreicht der Film die Anziehungskraft, mit der sich Francois Truffaut die Kindheit in Erinnerung rief. Manchmal aber auch erscheint er wie eine 1980er Version des geschönten, idealisierten, sentimentalen Blicks auf Kinder, den Hollywoodproduzenten gern einnahmen, die ein Vermögen machten mit Jackie Coogan, Jackie Cooper, Shirley Temple, Margaret O’Brien und ihren weniger bedeutenden Nachahmern.“

## Auszeichnungen
- Guldbagge 1985
  - Guldbagge-Filmpreis in der Kategorie Bester Film
- Robert: Bester ausländischer Film in Dänemark 1987
- Academy Award of Merit 1988 (Nominierung für Regie und Drehbuch)
- Golden Globe Award 1988 in der Kategorie Bester fremdsprachiger Film
- Oscarnominierung 1988 in der Kategorie Beste Regie und Bestes adaptiertes Drehbuch
- Die Deutsche Film- und Medienbewertung FBW in Wiesbaden verlieh dem Film das Prädikat besonders wertvoll.